# Barbus barnardi
Barbus barnardi is een  straalvinnige vissensoort uit de familie van eigenlijke karpers (Cyprinidae). De wetenschappelijke naam van de soort is voor het eerst geldig gepubliceerd in 1965 door Jubb.
De soort staat op de Rode Lijst van de IUCN als niet bedreigd, beoordelingsjaar 2006. De omvang van de populatie is volgens de IUCN stabiel.